# Историја Братиславе
Братислава, позната кроз историју и као Prezburg Pozsony и (срб.) Пожун. главни и највећи град Словачке и седиште Братиславске покрајине,  у својих скоро 1000 година постојања, представља важан европски центар. Њен географски положај на једној од највећих европских река - Дунаву и близина важних медитеранских и оријенталних култура, као и запада европског континента,  представља најважнију карику средње Европе.

## Праисторија
На простору данашње Братиславе, пронађени су остаци скелета две врсте предака данашњих људи: Pliopithecus vindobonensis који датира из периода Миоцена, пре 25-15 милиона година, као и Griphopithecus suessi из периода између 10-14 милиона година, односно касног Миоцена. Оба остатка скелета су пронађена у једном од предграђа Братиславе - Дјевинска Нова Вес . Из периода Палеолита, пронађени су остаци ручног оруђа и секира од камена, који су припадали врсти Homo heidelbergensis . Такође, пронађени су и остаци Неандерталаца.
Прво познато стално насеље је из периода неолита, које се налазило да територији садашњег Братиславског замка. Такође, из бронзаног доба постоје налази старијег и млађег насеља, као и насеља на простору Девинског замка, које се налазило на стратешкој позицији: на брду изнад ушћа реке Мораве у Дунав.
У раном гвозденом добу имамо налазе насеобина на територији самог града, за које се верује да су нека од трачанских племена који су се одвојили према северу. Пронађени су остаци неколико богато украшених гробова који су највероватније припадали племићима.
Највећи развој овог краја је био у време Латенске културе ( франц.  La Téne) , која се простирала на територији готово читаве Европе, са центром у североисточној Француској и југозападној Немачкој. Тада се на територији данашње Братиславе јавља важно келтско утврђено насеље Опидиум  , са ковачницом новца у самом центру насеља. Братислава је тада постала по први пут право насеље. Због учесталих напада Дачана, средином првог века, преостали Келти се повлаче према локалитету Девин, где се оснива заштићеније насеље.

## Период од 1. века до 10. века
До краја постојања Римског царства, простор око данашње Братиславе се налазио на самој граници према варварским племенима, пре свега германским. Пронађени су остаци римског утврђења Gerulata, са околним вилама и фармама, као и непробојно насеље на брду Девин.
Словени су се населили у ове крајеве између петог и шестог века нове ере , током Велике сеобе народа, а убрзо за њима су придошли Авари. После почетних сукоба са Аварима, основана је једна од првих познатих словенских држава, које је трајало око 35 година, познат као Самово царство. Од осмог века, јављају се два важна насеља и прва званична помињања Девина и Презбурга (немачког назива за Братиславу), која су постала два важна политичка центра Нитранске кнежевине.
На територији данашњих Чешке и Словачке, 833 године јавља се Великоморавска кнежевина, позната и као Велика Моравска. Настаје уједињењем Њитранске и Моравске кнежевине , коју је обавио кнез Мојмир I . Током овог периода, у Моравској, а самим тим и у Презбургу долази до ширења хришћанства и писмености међу Словенима, захваљујући раду браће Ћирила и Методија из Солуна.
Године 864. имамо и прво помињање Девинског замка (-{Dowina}-) у Фулдишким аналима. Презбург, међутим, први пут се помиње тек 907. године, када се код града одиграла битка између Бавараца и нових придошлица у Панонску низију: Мађара, уз велику победу Мађара и учвршћивање њиховог положаја на овом простору.

## Братислава у средњовековној Мађарској
Највећи упад Мађара у просторе Паноније одиграо се 896. године, и као номади, на коњима, окупирали су читав простор у сливовима река Дунав и Тиса у првом налету, и полако освајали низијске делове данашње Словачке. После првобитног насељавања, Мађари су одмах почели са војним акцијама и упадима у територије свих околних земаља, што је изазвало реакцију Франаца, који су покренули неуспешни  противнапад 907. године, са обе стране реке Дунав код Презбурга (Братиславе). Тек је Цар Ото I успео да заустави нападе Мађара 955. године у бици близу Аузбурга.
Мађари су након те битке напуштају дотадашњи номадски начин живота и прилагођавају се условима живота у равничарском простору. Први познати Принц и оснивач мађарске државе јесте Принц Геза из племена Арпадовци, који прихвата хришћанство од стране чешког бискупа Адалберта, заједно са сином Вајком. При крштењу, обојица добијају име Стефан, те ће син после смрти оца постати и први краљ Мађарске под именом Стефан I Угарски. Од самог настанка мађарске државе, територија око Презбурга је укључена у састав краљевине.
У периоду средњовековне Мађарске, Презбург, односно на мађарском Pozsony је постао један од важних трговачких центара а сама тврђава једна од најважнијих утврђења у Мађарској. Већ од самог почетка, вероватно сам краљ Стефан је установио Pozsony (Пожун) као центар округа. Млада мађарска краљевина је од самог почетка била изложена сталним нападима, пре свега немачких царева, самим тим на удару је био и Пожун.
Већ 1030, Конрад II организује први напад на Братиславу,али без већег успеха. Други већи напад у пределе Пожуна десио се у јулу . године, када цар Хенри Трећи покушава да покори Мађарску преко реке Дунав. Браниоци Пожуна су му нанели тешке губитке.
Настаје период релативног мира за просторе Словачке и Пожуна све до средине 13. века. Након 1242. године, у Пожун/Презбург почиње насељавање немачког живља, и временом, они ће постати најбројнији грађани.
У исто време долази до борбе за превласт: Династија Бабенберг од Аустрије је изумрла, те се јављају два краља: амбициозни чешки краљ Премилш Отакар Први и мађарски краљ Бела Четврти. Незадовољни поделом територија отпочели су дугогодишњи сукоб над територијама између Беча и Братиславе. Године 1271. краљ Отакар упада у територије Словачке и осваја Ступаву, Девин и Пожун, које је до темеља спалио. Краљ Отакар поново напада и осваја Пожун већ следеће године, али услед превирања на власти у Светом римском царству, пожурује да поврати власт борбом. Одлучујућа борба се одиграла 26. августа 1278. године на Moravske Pole , недалеко од Пожуна, између краља Отакара и удружених снага мађарског краља Ладислава Четвртог и Светог римског цара Рудолфа од Хазбурга. У тој бици, Отакар је изгубио живот, заједно са својих 14000 ратника.
Пожун је добио градске привилегије од стране мађарског краља Андрије Трећег , 1291. године и то је прво познато признање статуса града. Претпоставља се да је имао статус и привилегије града и пре овога, али није остало сачувано услед ратних догађања.
Године 1465. Краљ Матија Корвин, поред универзитета у осталим мађарским градовима, основао и Универзитет у Пожуну под називом Universitas (Academia) Istropolitana. Нажалост, први покушај високошколског образовања Словака на матичном простору је био у крајње незгодном моменту, те академија није преживела након смрти свог оснивача.
Матија Корвин и хабзбурговци под вођством Фридриха Петог су ступили у конфликт око аустријских земаља, укључујући и неке делове данашње Словачке. Фридрих Пети је био један од могућих наследника мађарске круне, али законодавна скупштина је изабрала Корвина, пошто Фредерик није Мађар. Под благословом папе Павла Другог, Матија Корвин је ушао у рат за Чешку, због наводне одбране католичанства против хуситског покрета. Себе је успео да прогласи за краља Чешке, али никад није освојио Праг. Након тога, окренуо се према освајању аустријских територија, те је извршио и опсаду Беча 1485. године, која ће пасти у мађарске руке до 1490. године. Те године, Матија Корвин напрасно умире, те Фредерик успева да поврати све отете аустријске територије. Ипак, не успева да оствари намеру да преузме и мађарску круну, те потписује мировни уговор у Презбургу 1491. године са крунским наследником Владиславом II Јагелонцем Млађим. Под уговором, хабзбурговац Максимилијан Први би наследио мађарску круну, ако мађарски краљ Владислав не би оставио мушког потомка, што се није десило.
Средњовековна мађарска држава ипак није дуго опстала након овог мира. Након битке на Мохачу 1526. године, Краљевина Мађарска је доживела крах и бива освојена од стране Отоманске империје. Турци успевају да освоје Буду и да изврше опсаду Презбурга, али не успевају да га освоје. Презбург постаје привремени војни камп, те Турци одлучују да нападну Беч, остављајући Презбург. Престоница свете мађарске круне се сели у Презбург и остаје до ослобађања Буде.

## Хабзбуршки период
Мађарска краљевина улази у састав Хабзбуршке монархије по пропасти у бици код Мохача. Освајањем Буде, седиште краљевине Мађарске се сели у Презбург , који истовремено постаје и седиште Мађарске законодавне скупштине све до Мађарске револуције 1848. године, али и место где су се будући мађарски краљеви и краљице крунисали, све до 1830. године. Први краљ који је крунисан је Фердинанд Први
Период Хабзбуршке владавине је обележила и анти-хабзбуршко расположење. Габор Бетлен, трансилванијски принц, покренуо је побуну против Беча 1618. године. Успео је да освоји прво источну Словачку, а у септембру 1619. године и Кошице, где је себе прогласио владаром Мађарске и заштитником некатолика. Из Кошица, успева да освоји скоро читав простор данашње Словачке, окупирајући и Презбург , 14. октобра 1619. године. Његови симпатизери су му предали мађарску круну, али је званично проглашен краљем тек 1620. године на Законодавној скупштини у Банској Бистрици, када су ову одлуку прихватили и Турци, са којима је био у вазалном односу. У трећем миру у Презбургу, Бетлен завршава своју анти-хабзбуршку кампању. Умире 1829. године.
У следећем периоду Презбург је постао средиште анти-протестантског покрета, и у њему су основани језуитски лицеј али и евангелистичка гимназија. Током побуне Имреа Токоља 1682-1683. године, Пожун је једини град у данашњој Словачкој који је одбио капитулацију. Сам град, али не и тврђава су ипак освојени 1683. године, мада су убрзо ослобођени, након пораза Турака испод Беча. Околина града је још једном освојена али и уништена током побуне Ференца Ракоција 1704. године.
Презбург се највише уздигао током владавине Марије Терезије. Упркос првим попуштањима према мађарској властели, Марија Терезија је ускоро преузела чврст став према Мађарима и преселила комплетну власт из ослобођене Буде у Презбург, и поставила свог зета Алберта, војводу од Тешина за надвојводу. У том периоду, градске зидине су срушене ради ширења града, многе барокне зграде су саграђене, отворен је први парк и прво позориште (1776), и тиме је Презбург постао највећи град на територији данашњих Словачке и Мађарске. Након смрти Марије Терезије, њен син, наследник Јозеф II Хабзбуршки, сели краљевску престоницу у Беч а администрацију у Буду, остављајући Презбург само као место крунисања и седиште мађарске законодавне скупштине

## Братислава у 19. веку
19. век на овим просторима означаваће даљи развој Презбурга као града. У Презбург се из Трнаве сели Краљевска академија 1787. године , а на Лутеранском Лицеју се отвара посебна катедра за чехословачки говор и књижевност. Први покушај стандардизације словачког језика је био рад Антона Бернолака који је радио при католичкој школи у Братислави.
Прву деценију 19. века обележиле су тензије, а затим и отворен сукоб Хабзбуршке монархије са Наполеоновом Француском. Године 1805. потписан је мировни уговор у Презбургу, након победе Наполеонове војске у бици код Аустерлица. Ипак, мир није дуго трајао и при походу на Русију, Наполеон осваја територије око Презбурга, бомбардујући град и тврђаву, коју оставља у рушевинама. Тврђава ће бити обновљена тек крајем педесетих година 20. века.
У годинама које следе, полако се јављало буђење словачког националног бића. Међутим, Словаци су углавном живели у сеоским подручјима, а врло мали број у градовима, посебно у Презбургу, који је био доминантно немачки и мађарски. Истовремено, покренута је општа акција хунгаризације свих аспеката живота и буђење и мађарског националног бића ради успостављања другачијег односа снага у Хабзбуршкој Монархији.
На седници законодавног тела у Презбургу, мађарски постаје званичан језик на свим нивоима власти, администрације и школства на целој територији Мађарске, укључујући и данашњу Словачку. Године 1848, поново на законодавној скупштини у Презбургу, проглашава се нови мађарски устав којим се укида феудални систем и кметство, што ће месец дана касније потврдити и Фердинанд Први Хазбуршки потписивањен Мартовских закона и распуштањем законодавне скупштине.
Наследник круне, Франц Јозеф одлучује да поништи одлуке последње презбуршке законодавне скупштине и том одлуком Мађари ће покренути Мађарску револуцију 1848-1849. године. Након губитака на неколико важних битака, мађарски револуционари ће признати пораз и то ће означити крај мађарске краљевине у оквиру Хабзбуршке монархије. Франц Јозеф уводи централистичко-апсолутистички режим, али убрзо попушта у циљу стварања двојне Аустроугарске монархије .
Презбург ће након Мађарске револуције ући у релативно миран период развоја све до краха Аустроугарске монархије током Првог светског рата, пре свега захваљујући томе да је већинско становништво било немачко и мађарско.

## Двадесети век
У току самог Првог светског рата долази до јављања врло чврсте струје која је захтевала стварање заједничке националне државе Чеха и Словака, а по неминовној пропасти Аустроугарске монархије, захтевало се да се Чеси и Словаци оснују засебну независну државу, што се десило 28. октобра 1918. године у Прагу. Презбуршки становници, који су већински били Немци и Мађари су одбили да предају власт новој чехословачкој војсци а Презбург је проглашен отвореним градом.
Ипак, чехословачка војска улази у град 1. јануара 1919. године и проглашен је седиштем словачких политичких органа управе. Убрзо након уласка војске, дотадашњи мађарски универзитет се затвара и уместо њега, 6. јануара 1919 отвара се први чисто словачки Универзитет Коменског. Након преузимања цивилне власти од стране Словака, дошло је до побуне већинског немачког и мађарског становништва, што је изазвало војну реакцију и оставило деветоро мртвих и око 30 рањених демонстраната. Након преузимања власти, град мења званично име из Презбург (Пожун, Прешпорок) у Братиславу, какво име ће задржати до данашњих дана.
У међувремену настају тензије између чешке и словачке власти, те 1938. године долази до уставних промена под утицајем националистичке Словачке народне партије и проглашења аутономије Словачке унутар Чехословачке републике и оснивања Словачке земљане Скупштине, са главним градом Братиславом. Премијер Словачке је постао Јозеф Тисо, римокатолички свештеник . То се десило 17. августа 1938. године и трајала је до 14. марта 1939. , када Словачка проглашава независност од Чехословачке републике под подршком Нацистичке Немачке која истовремено улази у Праг и анексира Бохемију и Моравску.
Ово је прва независна словачка република у историји. Главни град је постала Братислава а први и једини председник Јозеф Тисо. Братислава у том периоду ће протерати целокупно становништво јеврејског порекла, највећи део ће завршити у нацистичким логорима. Један део града (Девин) ће постати део анексиране Аустрије а највећи део града ће заправо бити у рукама нациста. Америчко војна авијација ће извршити ваздушни напад на Братиславу, 16. јуна 1944.  године, углавном на индустријска постројења нафтне индустрије. По проценама, погинуло је око 300 људи, мада та бројка, по неким истраживањима прелази 770 жртава.
Прва словачка република је de facto престала да постоји 4. априла 1945. године када у Братиславу улази Црвена армија, а de jure је престала да постоји када је пронацистичка влада капитулирала 8. маја 1945. године. Јозеф Тисо ће после рата бити осуђен за ратне злочине и погубљен.
Након капитулације, немачко становништво је протерано из града, те први пут Братислава је потпуно словачки град. Већ наредне године скоро сва околна села, укључујући неколико мађарских с, која су припала Словачкој након Париске мировне конференције су прикључена Братислави. После преузимања власти од стране комунистичке партије 1948. године, Братислава постаје један од градова Источног блока.
Град доживљава трансформацију, те се отварају нове културне институције: Словачка филхармонија, Словачка национална галерија Словачке, Словачка академија наука, Словачка национална телевизија, неколико нових фабрика и споменика, углавном на уштрб већ постојећих историјских зграда. Највећа акција је била обнова Братиславске тврђаве 1953-1962. године као и изградња другог моста преко Дунава. Након Прашког пролећа, неуспелог покушаја либерализације комунистичке владавине у Чехословачкој, Братислава постаје главни град Словачке Социјалистичке Републике, дела федерализоване Чехословачке.

### Пад комунизма и посткомунистички период
Братислава је 1988. године била центар првих масовних демонстрација против комунистичке владавине у Чехословачкој и Европи, познатој и као Демонстрација свећа, коју су организовали дисидентске католичке групе, које су захтевале религијске слободе у Чехословачкој. Мирне демонстрације које су окупиле око 5000 верника су насилно угушене од стране полиције.
Већ следеће године, у Прагу и неколико других градова одиграла се Плишана револуција између 17. новембра и 29. децембра 1989. године која је довела до краха комунистичког режима у Чехословачкој.  Дан пред почетак револуције, биле су студентске демонстрације у Братислави.
Наредне године, одржани су први слободни избори на којима су победиле опозиционе странке, до тада забрањене на територији Чехословачке. Убрзо, почели су и захтеви за независност Словачке, што се и десило мирним путем 17. јула 1992. године. Братислава је тиме постала главни град Словачке.
Словачка је постала чланица Европске уније 1. маја 2004. године, тако да је Братислава постала један од главних градова уједињене Европе.

## Развој етничког састава Братиславе од средине 19. века до данас
| Година | Словаци | Немци  | Мађари | Јевреји   |
| ------ | ------- | ------ | ------ | --------- |
| 1850   | 18%     | 75%    | 5%     | Непознато |
| 1880   | 8%      | 68%    | 8%     | 16%       |
| 1910   | 14.42%  | 41.92% | 40.53% | Непознато |
| 1919   | 33%     | 36%    | 29%    | Непознато |
| 1930   | 33%     | 25%    | 16%    | 3.83%     |
| 1940   | 49%     | 20%    | 9.53%  | 8.78%     |
| 1961   | 95.15%  | 0.52%  | 3.44%  | 0%        |
| 1970   | 92%     | 0.5%   | 3.4%   | 0%        |
| 1991   | 93.39%  | 0.29%  | 4.6%   | 0%        |
| 2001   | 91.39%  | 0.28%  | 3.84%  | 0%        |